# Antonio Patriota
Antonio de Aguiar Patriota (Rio de Janeiro, 27 april 1954) is een Braziliaans diplomaat en onafhankelijk politicus. Hij is sinds 2019 de ambassadeur van Brazilië in Egypte. Van 2011 tot 2013 was hij Minister van Buitenlandse Zaken in het kabinet-Rousseff onder president Dilma Rousseff. 

## Biografie
Patriota studeerde filosofie aan de Universiteit van Genève en internationale relaties in Brasilia en bekleedde enkele prominente posities binnen de Braziliaanse diplomatie. Zo was hij ambassadeur in de Verenigde Staten (2007-2009), Vice-Secretaris-Generaal voor Politieke Zaken van het Ministerie van Buitenlandse Zaken en kabinetschef van Minister van Buitenlandse Zaken Celso Amorim, die hij ook zou opvolgen in de functie. 
Op 26 augustus 2013 nam hij ontslag na toegenomen spanningen met Bolivia. Een Boliviaanse senator, Roger Pinto Molina, had al voor 15 maanden zijn toevlucht gezocht tot de Braziliaanse ambassade in de hoofdstad La Paz toen hij naar de grens met Brazilië werd getransporteerd. Pinto had politiek asiel verkregen toen de Boliviaanse overheid hem wou aanhouden voor zijn betrokkenheid bij een staatsgreep. Bij die poging tot staatsgreep tegen de regering van Evo Morales vielen 19 doden in de gemeente El Porvenir. Pinto, als prefect van Pando zou hier mede verantwoordelijk voor zijn geweest. Bovendien had hij een stuk land van 22 hectare overheidseigendom verkocht voor €13.000, een "belachelijk" lage som. Pinto kreeg echter geen vrije doorgang van de ambassade in La Paz tot aan de Braziliaanse grens. Daarom vertrok hij op 23 augustus in het geheim, met de hulp van ambassadepersoneel. Deze actie zou indirect mogelijk gemaakt zijn met steun van Patriota, die zijn verantwoordelijkheid opnam op 27 augustus en ontslag nam als minister van Buitenlandse Zaken. Hij werd benoemd tot permanente vertegenwoordiger van Brazilië bij de Verenigde Naties in New York en werd als buitenlandminister vervangen door Luiz Alberto Figueiredo, zijn voorganger in New York. De post van permanent vertegenwoordiger bekleedde hij tot in november 2016. Daarna werd hij de ambassadeur van Brazilië in Italië, een post waar hij tot 2019 bleef. In dat jaar werd hij ambassadeur in Egypte.

## Posities binnen de diplomatie
- 1979-1982 - Diplomaat bij het bureau van de Verenigde Naties in Brasília
- 1983-1985 - Diplomaat bij de Permanente Vertegenwoordiging bij de Wereldhandelsorganisatie
- 1987-1988 - Diplomaat op de Braziliaanse ambassade in Peking
- 1988-1990 - Diplomaat op de Braziliaanse ambassade in Caracas
- 1990-1992 - Diplomaat op het Secretariaat van het Ministerie van Buitenlandse Zaken
- 1992-1994 - Diplomatiek adviseur voor de President van Brazilië
- 1994-1999 - Diplomatiek adviseur bij de Permanente Vertegenwoordiging van Brazilië bij de Verenigde Naties in New York, onder meer in de VN-Veiligheidsraad
- 1999-2003 - Permanente vertegenwoordiger bij de Verenigde Naties in Genève
- 2003-2004 - Secretaris van Diplomatieke Planning op het Ministerie van Buitenlandse Zaken
- 2004-2005 - Kabinetschef van Minister van Buitenlandse Zaken Celso Amorim
- 2005-2007 - Vice-Secretaris-Generaal voor Politieke Zaken bij het Ministerie van Buitenlandse Zaken
- 2007-2009 - Ambassadeur van Brazilië in de Verenigde Staten in Washington, D.C.
- 2009-2010 - Secretaris-Generaal van het Ministerie van Buitenlandse Zaken
- 2011-2013 - Minister van Buitenlandse Zaken
- 2013- heden - Permanente vertegenwoordiger bij de Verenigde Naties in New York

- Gemeinsame Normdatei: 1019553383
- International Standard Name Identifier: 0000 0003 8340 044X
- Library of Congress Control Number: no2010134773
- Nederlandse Thesaurus van Auteursnamen: 341466131
- Système universitaire de documentation: 155580167
- Virtual International Authority File: 268500954
- WorldCat: E39PBJk4H8vwhK8BbrD97v46rq